# Melipotis indomita
Melipotis indomita är en fjärilsart som beskrevs av Walker 1857. Melipotis indomita ingår i släktet Melipotis och familjen nattflyn. Inga underarter finns listade i Catalogue of Life.

## Bildgalleri

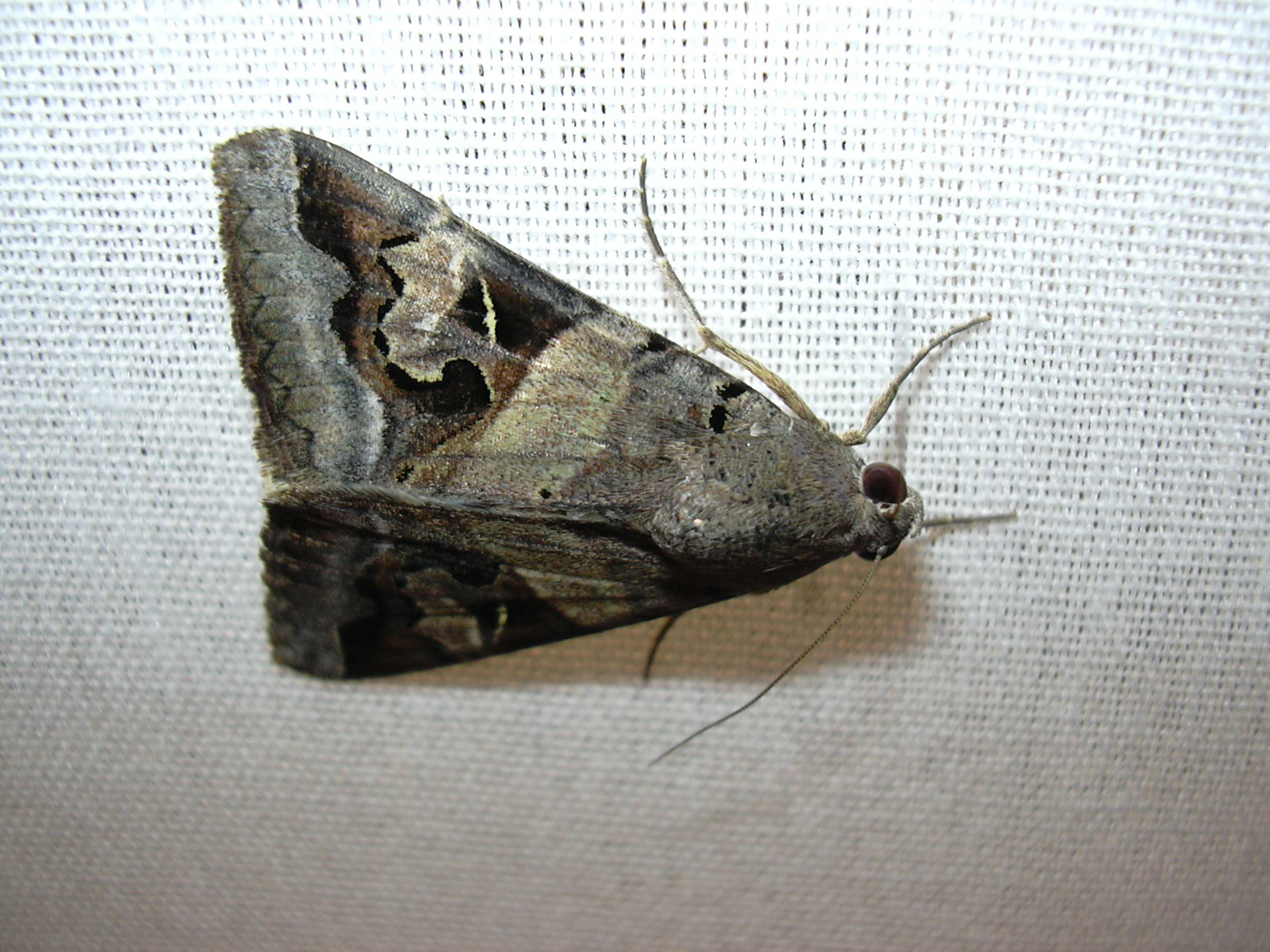
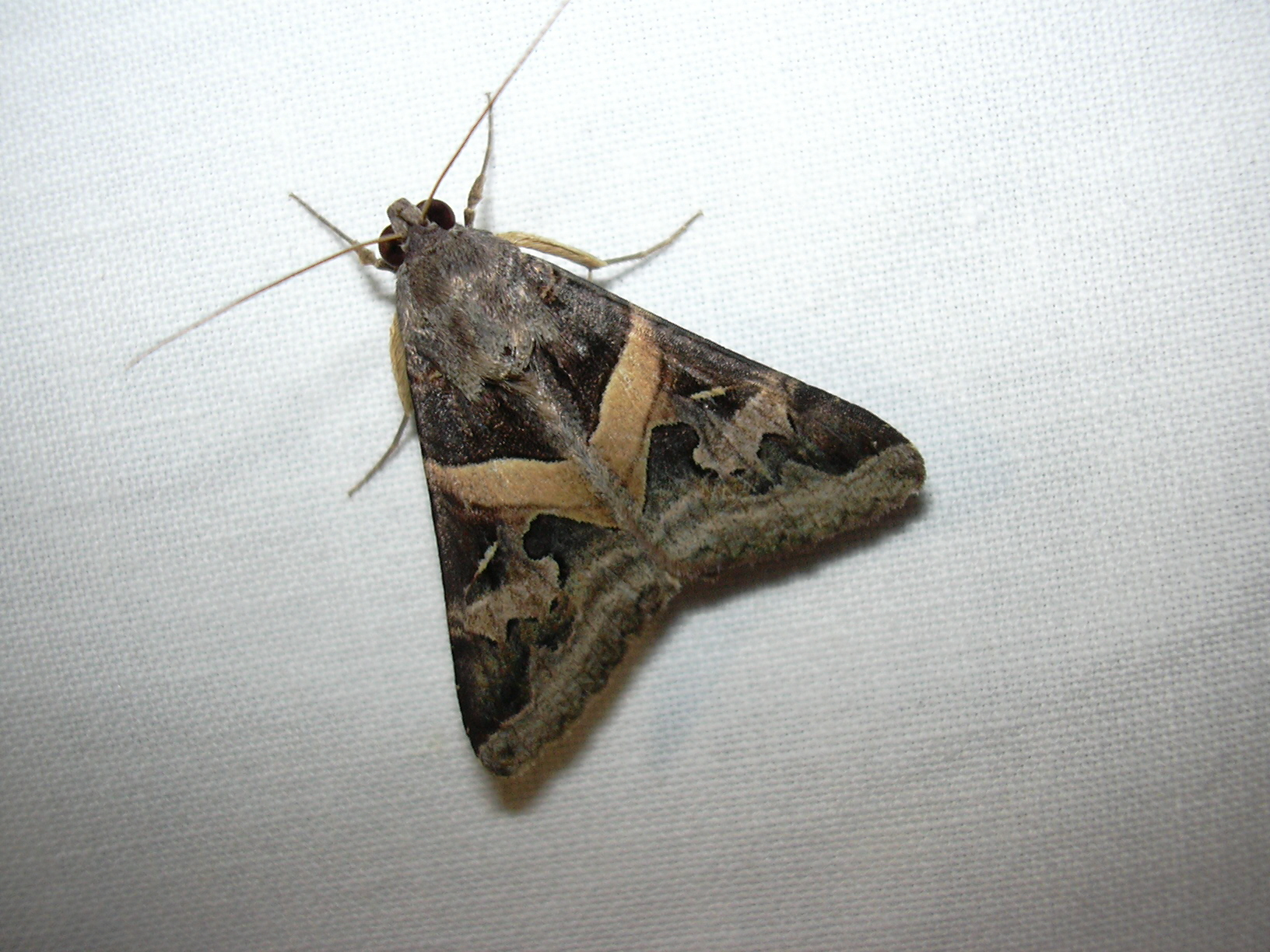